# Drama
Drama — десятый студийный альбом прогрессив-рок-группы Yes, выпущенный в августе 1980 года лейблом Atlantic Records. Создан в апреле — июне 1980 года.
Первый альбом группы, записанный без участия вокалиста Джона Андерсона. В начале 1980 года, после серии репетиций, кроме Андерсона группу покинул также и клавишник Рик Уэйкман.
Drama является единственным альбомом с Тревором Хорном в качестве ведущего вокалиста (он позднее будет участвовать в качестве продюсера альбомов 90125 и Fly from Here и первым (перед Fly from Here) альбомом для клавишника Джеффри Даунса.
После записи Drama группа распалась, чтобы собраться в новом составе уже через два года.

## Список композиций
Авторство всех композиций — Даунс, Хорн, Хау, Сквайр, Уайт (кроме указанных особо)
| №  | Название                 | Длительность |
| -- | ------------------------ | ------------ |
| 1. | «Machine Messiah»        | 10:27        |
| 2. | «White Car»              | 1:21         |
| 3. | «Does It Really Happen?» | 6:35         |

| №  | Название                | Длительность |
| -- | ----------------------- | ------------ |
| 4. | «Into the Lens»         | 8:33         |
| 5. | «Run Through the Light» | 4:43         |
| 6. | «Tempus Fugit»          | 5:15         |

| №   | Название                                                                    | Релиз            | Длительность |
| --- | --------------------------------------------------------------------------- | ---------------- | ------------ |
| 7.  | «Into the Lens»                                                             | Single release   | 3:47         |
| 8.  | «Run Through the Light»                                                     | Single release   | 4:31         |
| 9.  | «Have We Really Got to Go Through This» (Squire, White, Howe)               |                  | 3:43         |
| 10. | «Song No. 4 (Satellite)»                                                    |                  | 7:31         |
| 11. | «Tempus Fugit»                                                              | Tracking session | 5:39         |
| 12. | «White Car»                                                                 | Tracking session | 1:11         |
| 13. | «Dancing Through the Light» (Jon Anderson, Howe, Squire, Wakeman and White) | Paris Sessions   | 3:16         |
| 14. | «Golden Age» (Anderson, Howe, Squire, Wakeman and White)                    | Paris Sessions   | 5:57         |
| 15. | «In the Tower» (Anderson, Howe, Squire, Wakeman and White)                  | Paris Sessions   | 2:54         |
| 16. | «Friend of a Friend» (Anderson, Howe, Squire, Wakeman and White)            | Paris Sessions   | 3:38         |

## Участники записи
- Тревор Хорн — вокал
- Джеффри Даунс — клавишные, вокал
- Стив Хау — гитары, банджо, мандолина, вокал
- Крис Сквайр — бас-гитара, вокал, гармоника
- Алан Уайт — ударные, вокал

## Переиздания
1989 — Atlantic Records — CD 

1994 — Atlantic Records — CD (Remastered)

2004 — Rhino Records — CD (Remastered with Bonus Tracks)

## Комментарии
1. ↑  Переработанная как "Go Through This" и исполненная в туре Drama. Концертная запись включена в альбом The Word is Live'.